# John Bennett Perry

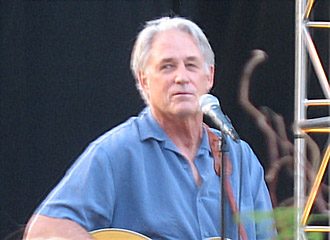

John Bennett Perry (Williamstown, 4 de janeiro de 1941) é um ator americano. É o pai do falecido ator Matthew Perry (1969-2023).